# 古川勇二
古川 勇二（ふるかわ ゆうじ、1943年6月8日 - ）は、日本の機械工学者（ものづくり、精密加工、技術経営、職業教育）。学位は工学博士（東京都立大学）。職業能力開発総合大学校校長、日本学術会議連携会員、旧・東京都立大学、東京農工大学および大連理工大学名誉教授、上海交通大学客座教授。東京出身。

## 概要
東京都立大学 (1949-2011)工学部学部長、都市研究所長、東京農工大学技術経営研究科長などを歴任して現職に就任。この間、工学教育、都市科学教育、技術経営教育など多分野で教授に当たり、特にものづくりを中核とした研究・教育分野において日本の学術をリードしてきた。
（社）精密工学会長、（社）日本機械学会生産システム学委員長などを歴任し、現在、両学会のフェロー。精密工学会賞、機械学会賞、ロボット学会賞、経済大臣表彰等を多数受賞。

## 経歴

### 学歴・職歴
- 1966年 東京都立大学工学部機械工学科 卒業
- 1968年 東京都立大学工学研究科修士課程修了
- 1968年 東京都立大学工学部助手
- 1974年 東京都立大学工学部助教授
- 1983年 東京都立大学工学部教授
- 1989年 東京都立大学評議員（2期4年）
- 1993年 東京都立大学工学部長・工学研究科長（2期4年）
- 1998年 東京都立大学都市研究所長・都市科学研究科長（2期4年）
- 2001年 東京都立大学工学研究科長・工学部長（1期2年）
- 2003年 東京農工大学工学部機械システム工学科教授。東京都立大学名誉教授、現在に至る
- 2005年 東京農工大学大学院技術経営研究科（MOT）長
- 2008年 職業能力開発総合大学校 校長、現在に至る
- 2009年 大連理工大学名誉教授、現在に至る
- 2011年 東京農工大学名誉教授、現在に至る
- 2011年 上海交通大学客座教授、現在に至る

### 現在の兼職
日本学術会議連携会員（22期）、（社）首都圏産業活性化協会（TAMA協会）会長、経済産業省産業構造審議産業技術分科会委員、厚生労働省若年者技能大会技術委員長、エコデザイン学会連合運営委員長ほか、また産業界との関係では、（一社）製造科学技術センター、（公社）スズキ財団、（公社）工作機械技術振興財団、（公社）マザック財団、（公社）ロボット・FA財団の各評議員、高圧ガス保安協会ISO審査センター審査登録運営委員はか。

### その他の歴任
日本学術会議会員、精密工学会会長、日本機械学会FA部門長、同国際交流部門長、SME（生産技術者協会）日本支部長、日本工業英語協会理事、通商産業省産業技術審議委員、同大型プロジェクト審議委員、同国家産業競争力会議機械産業委員長、同産業政策懇談会委員、同日本工業標準調査委員会産業オートメーション委員長、文部省学術審議会専門委員、科学技術庁科学技術会議国際部会委員、大学基準協会基準委員会委員、工作機械工業会工作機械ビジョン委員長、国土交通省審議会専門委員、学術会議生産システム学委員長、大学基準協会工学教育委員長、発明協会特許技術マップ委員長、NEDO技術委員（機械委員長）、知的生産システム国際共同研究プログラム(IMS)日本代表、技術経営教育協議会（MOT）会長、（株）TAMA・TLO取締役などを歴任

### 主な著書
- 『FM世田谷－生産革命の主役－』
- 『CIM／MAP絵とき読本』
- 『当たる「常識」売れる「常識」』など多数

### 学会表彰等
- 精密工学会賞（1982年）
- 精密工学会論文賞（1981年、1983年、1995年）
- 工作機械技術振興論文賞（1980年、1982年、1990年）
- 日本機械学会FA部門賞（1991年）、同生産加工部門賞（1998年）
- 同100周年特別表彰（1998年）
- 精密測定技術振興賞（1993年）
- 日本ロボット学会論文賞（2009年）

### 一般表彰
- ベンチャーフォーラム国民会議功労賞（2001年）
- 産学官連携功労者表彰経済産業大臣賞（2007年）
- 経済産業大臣表彰“工業標準化功績”（2009年）
- IMS国際共同研究開発プログラム国際賞(2008年）
- IMS国際共同研究開発プログラム国際貢献賞（2010年）

## 栄典
- 瑞宝中綬章（2022年）[2][3]

### 会員
日本機械学会フェロー、精密工学会フェロー、CIRP名誉会員、日本工業教育協会特別教育士（工学・技術）など

### 専門分野
- 学術分野：生産科学、精密工学（MEMS）、技術経営（MOT）、環境科学、地域学、知的財産学
- 政策分野：科学技術政策、産業経済政策、地域振興・産業クラスター政策、国際産業技術協力政策など

## 社会的活動
1977年から創始された日本初の通商産業省大型プロジェクト「レーザー応用複合生産システム」に英国遊学から帰国して参画し、当時、吉川弘之教授（元東京大学学長）が提唱された変幻自在な生産システム(Flexible Manufacturing Complex)に対して、遊学先でのモジュラー設計研究成果を活用して、プロジェクトの実現に貢献した。
その後も産業構造審議会分科会委員などとして、日本の産業技術政策をリードし、1990年代より吉川教授とともに国際産学官連携による知的生産システムプログラム(IMS)を立ち上げ、日本首席代表・国際技術委員長などとして活躍し、これに対してＩＭＳ国際共同研究開発プログラム国際賞(2008年）が授与された。同様の理念の下で、国内での産業クラスター政策を立案・リードし、そのモデル事業として、1997年に（社）首都圏産業活性化協会（通称TAMA協会）を設立し、以来、会長を務めている。TAMA協会は東京都多摩地域、神奈川県中央部、埼玉県南西部にまたがる国道16号線沿線地域の産学官金を結集したクラスター組織として、同地域の中小企業を主対象にした産業技術の発展に貢献してきている。この成果に対して、ベンチャーフォーラム国民会議功労賞（2001年）、経済産業大臣賞“産学官推進功績”（2007年）が授賞された。これらの活動に関連して、工業技術標準分野において産業オートメーション委員長等として活動し、その功績に対して、経済産業大臣表彰“工業標準化功績”（2009年）が授与されている。
21世紀のグローバル化経済体制にあって、日本にあっては技術を基に経営ができるトップ人材の養成が不可欠であるとの認識の下で、2005年に東京農工大学に大学院技術経営研究科(MOT)を創設し初代の研究科長に就任するとともに、国内のMOT校を連合して技術経営教育協議会を設置し、その会長として日本の技術経営教育の発展に貢献してきた。
またBRICSの台頭にあって日本ものづくりが成長を維持するには、高度な技能を持つ技術者の育成、その職業訓練制度、職業訓練を担う指導員の養成が不可欠であるとの認識の下で、職業能力開発総合大学校校長に就任し、2012年4月に小平キャンパスに4年制学士課程である「総合課程」を開設、日本初の学士（生産技術）が（独）大学評価・学位授与機構から認可された。日本の職業能力開発を、技術・技能・指導技法の面からリードし、その発展に意を注いでいる。